# Powiat de Krosno
Pour les articles homonymes, voir Krosno (homonymie).
Le powiat de Krosno (en polonais powiat krośnieński) est un powiat appartenant à la voïvodie des Basses-Carpates, dans le sud-est de la Pologne.

## Division administrative
Le powiat comprend 9 communes :

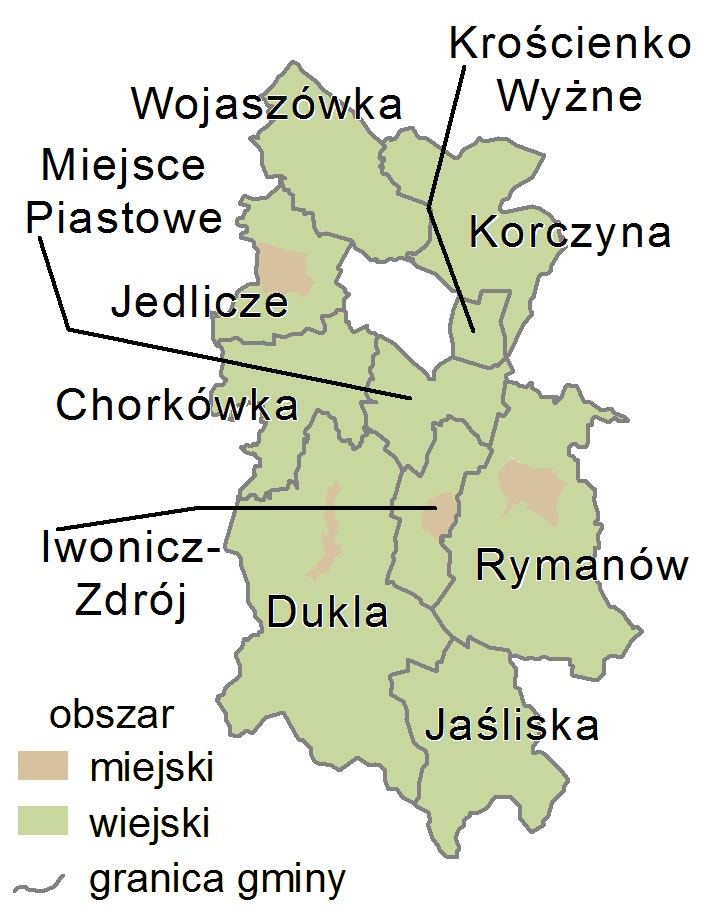
Carte du powiat (partie urbaine en marron et rurale en vert)

- 4 communes urbaines-rurales : Dukla, Iwonicz-Zdrój, Jedlicze et Rymanów ;
- 5 communes rurales : Chorkówka, Jaśliska, Korczyna, Krościenko Wyżne, Miejsce Piastowe et Wojaszówka.